# Stefan Zweifel

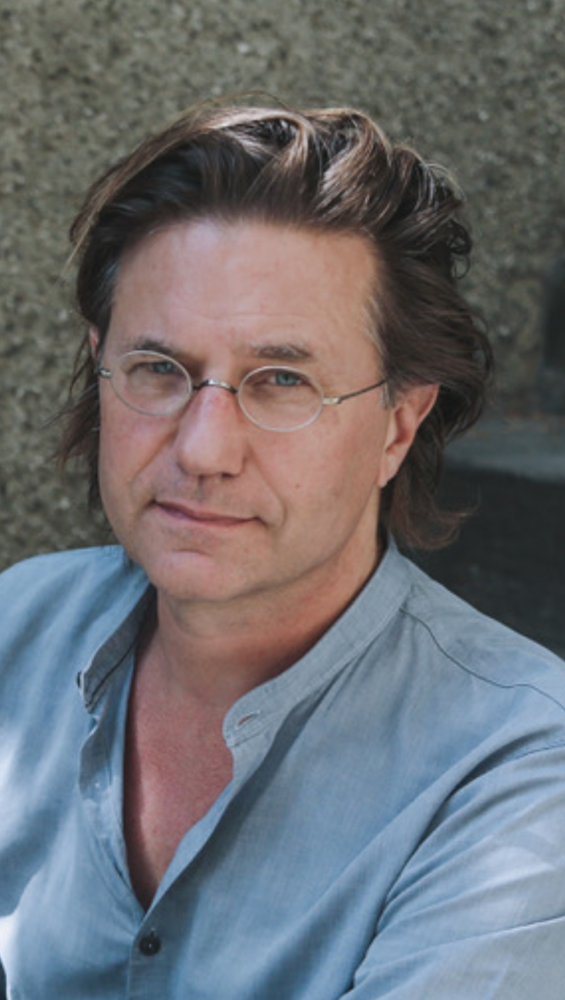
Stefan Zweifel 2023 in Zürich

Stefan Zweifel (* 22. Dezember 1967 in Zürich) ist ein Schweizer Übersetzer und Journalist.

## Leben
Stefan Zweifel studierte Philosophie, Komparatistik und Ägyptologie an der Universität Zürich. Seine Doktorarbeit in Philosophie verfasste er gemeinsam mit Michael Pfister über Sade, Hegel und La Mettrie bei Helmut Holzhey. Bekannt wurde Zweifel durch die ebenfalls mit Michael Pfister erarbeitete Neuübersetzung von Sades Hauptwerken Justine und Juliette, die er bereits im Alter von 17 Jahren begonnen hatte.
Darüber hinaus wirkte er federführend bei Ausstellungen über den Dadaismus und den Surrealismus mit.
Bis 2004 betreute er die dreisprachige Kulturzeitschrift Gazzetta. Er schreibt unter anderem Beiträge für die Neue Zürcher Zeitung, die Weltwoche, das Schweizer Onlinemagazin Republik und die Zeitschriften du sowie Literaturen.
Von 2009 bis 2014 leitete er die Gesprächsreihe Reflektorium am Burgtheater Wien. Gemeinsam mit dem Perkussionisten Julian Sartorius und dem Schauspieler Thomas Sarbacher gestaltete Stefan Zweifel von 2015 bis 2017 die Reihe Literatur hoch 2 im Millers Zürich. Von 2014 bis 2019 folgte die Reihe Zweifels Zwiegespräche am Schauspielhaus Zürich.
Seit 2023 ist Stefan Zweifel Künstlerischer Leiter der Eventi letterari auf dem Monte Verità, zusammen mit den künstlerischen Beratern Maike Albath und Stefano Knuchel.